# De Kwaadsteniet
De Kwaadsteniet is een van oorsprong Nederlandse achternaam. De naam is een zogenaamde zinwoordnaam, en duidt op een persoon die nog niet zo slecht was.

## Aantallen naamdragers

### Nederland
In Nederland kwam de naam in 2007 228 keer voor. De grootste concentratie woonde toen in Maasgouw met 0,0364% van de bevolking daar. 

### België
In België kwam de naam in 2008 slechts één keer voor.

## Nederlandse personen
- Willem de Kwaadsteniet (1928 - 1989), politicus
- Marjanne de Kwaasteniet (1956), ambassadrice